# The Slew
The Slew é uma banda de música eletrônica formada em 2005. Ela é formada pelos DJs Kid Koala e Dynomite D, e pelos músicos de rock Chris Ross e Myles Heskett, ex-membros da banda Wolfmother. A banda atualmente está trabalhando em um novo álbum de estúdio.

## Discografia
Álbuns de estúdio
- 2009: 100%